# Teorema de consenso
| Entradas de variables | Entradas de variables | Entradas de variables | Valores de función                        | Valores de función                 |
| x                     | y                     | z                     | {\displaystyle xy\vee {\bar {x}}z\vee yz} | {\displaystyle xy\vee {\bar {x}}z} |
| 0                     | 0                     | 0                     | 0                                         | 0                                  |
| 0                     | 0                     | 1                     | 1                                         | 1                                  |
| 0                     | 1                     | 0                     | 0                                         | 0                                  |
| 0                     | 1                     | 1                     | 1                                         | 1                                  |
| 1                     | 0                     | 0                     | 0                                         | 0                                  |
| 1                     | 0                     | 1                     | 0                                         | 0                                  |
| 1                     | 1                     | 0                     | 1                                         | 1                                  |
| 1                     | 1                     | 1                     | 1                                         | 1                                  |

En álgebra Booleana, el teorema del consenso o la regla de consenso es la identidad:
{\displaystyle xy\vee {\bar {x}}z\vee yz=xy\vee {\bar {x}}z}
El consenso o resolvente de los términos {\displaystyle xy} y {\displaystyle {\bar {x}}z}   es  {\displaystyle yz}. Es la conjunción de todos los literales únicos de los términos, excluyendo el literal que aparece innegado en in término y negado en el otro. Si {\displaystyle y} incluye un término que es negado en {\displaystyle z} (o viceversa), el término de consenso {\displaystyle yz}  es falso; es decir, no hay término de consenso.
El conjunto dual de esta ecuación es:
{\displaystyle (x\vee y)({\bar {x}}\vee z)(y\vee z)=(x\vee y)({\bar {x}}\vee z)}

## Prueba
{\displaystyle {\begin{aligned}xy\vee {\bar {x}}z\vee yz&=xy\vee {\bar {x}}z\vee (x\vee {\bar {x}})yz\\&=xy\vee {\bar {x}}z\vee xyz\vee {\bar {x}}yz\\&=(xy\vee xyz)\vee ({\bar {x}}z\vee {\bar {x}}yz)\\&=xy(1\vee z)\vee {\bar {x}}z(1\vee y)\\&=xy\vee {\bar {x}}z\end{aligned}}}

## Historia
El concepto de consenso fue introducido por Archie Blake en 1937, relacionado con la forma canónica de Blake. Fue redescubierto por Samson y Mills en 1954 y por Quine en 1955. Quine acuñó el término 'consenso'. Robinson lo utilizó en 1965 como base de su "principio de resolución".

## Lectura en profundidad
- Roth, Charles H. Jr. Y Kinney, Larry L. (2004, 2010). "Fundamentals De Diseño de Lógica", 6.º Ed., p. 66ss.

- Datos: Q948116